# تعليم منزلي بواسطة رب أسرة أعزب
يتمثل التعليم المنزلي بواسطة ربِّ أسرة أعزب في تولي أحد الوالدين - الذي قد يكون العائل الوحيد للأسرة - مهمة التعليم المنزلي للأبناء. وقد تضاعف عدد حالات التعليم المنزلي بواسطة ربِّ أسرة أعزب في الفترة ما بين عامي 1994 و1999. هذا ما أشارت إليه دورية Education Policy Analysis (تحليل السياسات التعليمية) - التي تخضع للمراجعة المهنية الدقيقة - بناءً على نتائج المسح الوطني للتعليم المنزلي الذي أجراه المركز الأمريكي الوطني للإحصائيات التعليمية في الفترة ما بين هذين العامين.[1] ولا تتوفر أية إحصائيات أخرى حاليًا في هذا الشأن. ويؤمن أغلب مناصري هذا النوع من التعليم أن معظم حالات التعليم المنزلي بواسطة أحد الوالدين يقوم به والد يعمل عملاً حرًا، أو يحصل على مساعدة حكومية، أو حصل بالفعل على قيمة بوليصة تأمين على الحياة. لكن يعتقد البعض الآخر أن أغلب مَن يؤدون هذا الدور هم آباء يعملون بنظام الدوام الكامل خارج المنزل. لكن ما من إحصائيات تؤكد صحة أيٍ من هذين الادعائين أو تدحضهما.

## المشكلات
تنطوي عملية التعليم المنزلي بواسطة ربِّ أسرة أعزب على بعض المشكلات الخاصة بها. وقد تم بحث هذه المشكلات وتوثيقها على نحو جيد بواسطة العديد من المنظمات بدءًا من وزارة التعليم الأمريكية (DOE) وصولاً إلى وزارة العدل الأمريكية (DOJ). وتوصلت الأبحاث إلى أن احتياجات الأطفال في الأسر التي يراعها ربِّ أسرة أعزب مختلفة عن احتياجات الأسر التي يرعاها والدان.

## التسجيل الثنائي
وضِعت فكرة التسجيل الثنائي بالمدارس الحكومية ليتمكن طلاب المدارس الثانوية من حضور الدروس في الكلية والمدرسة الثانوية في الوقت نفسه. لكن في كولورادو، تسمح المدارس الحكومية بهذا التسجيل الثنائي لمَن يحصلون على تعليم منزلي. فيسمح التسجيل الثنائي للطلاب بأي عمر حضور دروس التعليم المنزلي لجزء من الوقت، ودروس المدرسة الحكومية المحلية لجزء آخر من الوقت. يسمح هذا النظام، أيضًا، للمدارس الحكومية بزيادة عدد التسجيل بها، وبالتالي زيادة حصتها من الضرائب. ويسمح كذلك للذين يحصلون على التعليم المنزلي بحضور الدروس في المدرسة عند ذهاب الوالدين إلى العمل. على سبيل المثال، إذا كان ربُّ الأسرة الأعزب يعمل خارج المنزل من الساعة الثامنة صباحًا حتى الخامسة مساءً، فبدلاً من أن يمكث الأطفال وحدهم في المنزل، يمكنهم حضور برنامج التسجيل الثنائي بالمدارس الحكومية صباحًا، ثم العمل في مشروعات خاصة بهم أو أنشطة تطوعية من اختيارهم في فترة الظهيرة. وفي حالة الحاجة أو الرغبة في وجود إشراف على الأطفال في فترة الظهيرة، يمكن قضاء هذه الفترة في منزل أحد الأصدقاء الذين يعيشون مع كلا الوالدين، أو حتى مع صديق يعيش مع أحد والديه فقط، إلى أن يعود الأب أو الأم إلى المنزل.

## شبكات الدعم
وفقًا لدورية "Home Educator's Family Times" (وقت الأسرة للمعلم المنزلي)، تُعَد شبكات دعم التعليم المنزلي، الذي يمارسه أحد الوالدين، عنصرًا مهمًا من عناصر نجاح هذا النوع من التعليم. ويمكن أن تشمل هذه الشبكات الأجداد، والأقارب، والأصدقاء، والجيران، وممارسي التعليم المنزلي التابعين للكنيسة أو أية مؤسسة دينية أخرى، وبرامج التعليم المنزلي التكميلية، ومجموعات دعم التعليم المنزلي التقليدية، ووسائل النقل مثل شاحنات نقل الأطفال، والعمل التطوعي. وللحيلولة دون حدوث أي ثغرات في التعليم، يُنصَح بتوفير بدائل في حال تعطل شبكة الدعم بأكملها أو جزء منها. وجدير بالذكر هنا أنه في ظل الوضع الاقتصادي الحالي في أمريكا، الذي يصل فيه معدل البطالة بين المراهقين إلى 38%، يُعد العمل التطوعي، الذي يختاره المرء بنفسه، من الخيارات المتاحة أمام أي مراهق لأنه يؤدي غالبًا إلى العمل بوظيفة مرضية وذات راتب عالٍ.